# اریک پاوین
اریک پاوین (انگلیسی: Erik Pausin؛ ۱۸ آوریل ۱۹۲۰ – مه ۱۹۹۷ (aged 77)) اسکیت‌باز نمایشی اهل اتریش بود.